# Moto Guzzi

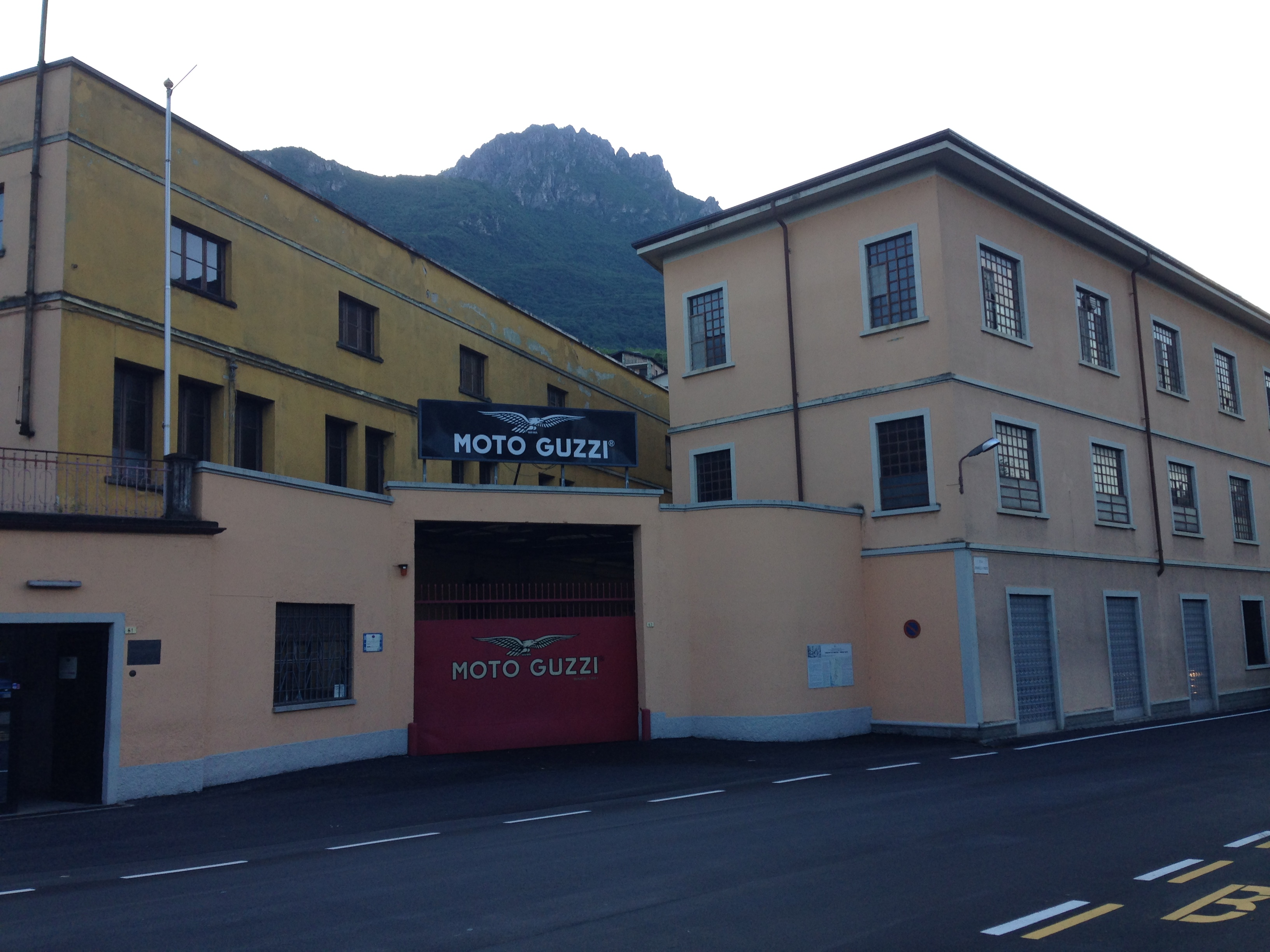
Moto Guzzis museum i Mandello del Lario.

Moto Guzzi är ett italienskt motorcykelmärke som tillverkats sedan 1921. Produktionen sker fortfarande i den gamla fabriken i Mandello del Lario vid Comosjön i norra Italien. 
Märket ingår sedan 2005 i Piaggio-koncernen efter att Piaggo köpte den konkurshotade Aprilia-gruppen där Moto Guzzi ingick.

## Motorer
Karaktäristiskt för Moto Guzzi-motorer sedan sent 1960-tal är en luftkyld 2-cylindrig V-motor med vevaxeln i motorcykelns längdriktning.
Den grundkonfigurationen har tillverkats i 3 varianter:
1. Big block är en äldsta men fortfarande mest använda varianten. Den har tillverkats i storlekar mellan 700 och 1200 cc sedan 60-talet och monterats i de flesta stora motorcyklar från Mandello sen dess. Konstruktionen är väldigt enkel och robust med stötstänger för ventilstyrningen och 2-ventils-toppar. Den senaste varianten med bland annat dubbla tändstift monteras i modellerna Breva 850/1100, Griso, Norge och 1200s.
2. Small block är en mindre och lättare variant, konstruerad av Lino Tonti, som tillverkats i storlekar mellan 350 och 750 cc. Den har använts i modellerna Breva 750 och Nevada 750.
3. Daytona-motorn var Moto Guzzis verkliga kraftpaket. Med överliggande kamaxlar (1 per topp) och 4-ventils toppar så spelar den prestandamässigt i en högre division än fabrikens övriga motorer. Den dyrare produktionen gör att denna variant är förbehållen exklusivare modeller som de tidigare supersportmodellerna Daytona och Daytona RS samt powertourern Centauro. På senare tid har endast specialmodellen MGS/1 Corsa haft denna motor.
4. 4V eller Quattrovalvole är en nyare motor med 4-ventilstoppar, men med fler delar gemensamt med Big Block än den äldre Daytona-motorn. Motorn är en luftkyld V-twin på 1151 cm3 och har 4-ventiler per cylinder styrda av en överliggande kamaxel. Motorkonstruktionen började användas 2008 i modellerna Griso 4V och Stelvio 4V.

## Drivlina
Moto Guzzi förknippas starkt med kardandrift. Ett reaktionsstag hämmar hisseffekterna som äldre kardandrivna motorcyklar drogs med. Torrkopplingen som arbetar mot ett stort svänghjul är ett annat karaktäristiskt drag. Från 1999 finns en förbättrad 6-stegad växellåda istället för de tidigare 5-stegade.

## Chassi
Tonti-ramen, döpt efter konstruktören Tonti Lino, användes på de flesta modeller från modellen V7 Sport (1972) och fram till 1990-talet. Den var en lätt och stabil rörram. En stukad version användes fram till nyligen i glidarmodellerna Stone och California En lite mindre Tonti-ram användes även i Breva 750 och Nevada. Eftersom baksvingen på dessa två senare modeller är lagrade i motorblocket skiljer sig även ramen i detta avseende.
Wittner-ramen, döpt efter konstruktören John Wittner, användes på de sportiga modellerna från Daytona (1992) till MGS/1 och V11 Sport/LeMans. Även modellerna Quota, Centauro och 1100Sport hade denna ramkonstruktion. Ramen består av ett grovt centralrör från svinginfästningen till styrhuvudet och använder sig av motorn som en bärande del. Konstruktionen var ursprungligen avsedd för tävlingshojar med olika motorer men den passade fysiskt utmärkt tillsammans med Moto Guzzis motorkonfiguration.
De senare modellerna Griso, Norge och 1200 Sport hade en annan ramkonstruktion med dubbla överliggande ramrör ovanför motorblocket.

## Modeller

### Nuvarande produktionsmodeller
- Touring
  - V100 Mandello

- Naked
  - V7 Special [1]
  - V7 Special Edition [2]
  - V7 Stone [3]
  - V7 Stone Ten [4]
  - V7 Stone Corsa [5]

- - V9 850 Bobber [6]
  - V9 850 Roamer [7]

- Adventure
  - Stelvio 4V (1151 cc) (kom 2008 - allround-äventyr)
  - V85 TT (850 cc ) 2019 -
  - V85 Strada (850 cc) [8]

### Tidigare modeller (V2)
- MGS/1 - extrem sportmaskin byggd för bankörning, designad av Ghezzi & Brian
- Breva 750 (även som touring) (744 cc) 2002 - lätt smidig hoj med smallblock-motor
- Breva 850/1100/1200 - större och tyngre hoj än Breva 750, naken allroundhoj, 110071200 finns även med ABS-broms.
- Breva 850 2006 -
- Breva 1100 2005 -
- Breva 1200 2008 -
- Bellagio (935 cc) 2007 - 2014
- Nevada 750 Classic / Touring (744 cc)
- Griso 850/1100/4V -
- Griso 850 2006 -
- Griso 1100 (1064 cc) 2005 -
- Griso 4V (1151 cc) 2008 -
- Griso 1200 8V SE [9]

- Norge 850/1200 - Touring
- Norge 850 2007 - Touring
- Norge 1200 T/GT/GTL 2006 - 2010 Touring (T/GT/GTL-beteckningar var olika utrustningsalternativ).
- Norge 1200 GT 8V Touring (2:a generationen 2011-2016, 1151 cc, med 4 ventiler per cylinder)[10]
- California 1400 Touring ABS/TC [11]
- California Classic / Vintage (1064 cc)
- California Touring -2007
- California 1400 Audace (1380 cc, med 4 ventiler per cylinder)[12]
  - California 1400 Eldorado (1380 cc, med 4 ventiler per cylinder)[13]
  - California 1400 Custom ABS/TC (1380 cc, med 4 ventiler per cylinder)[14]
- V11 Le Mans (1064 cc) 2002 - 2005 (varianter: Rosso Corsa, Nero Corsa, Tenni)
- V11 Sport/Nuda (1064 cc) 1999 - 2005 (varianter: Cuppa Italia, Ballabio, Rossa, Scura)
- Stone / Stone Touring (1064 cc) - 2005
- California (EV (Touring)) (1064 cc) - 2005
- Quota 1100 ES (1064) 1998 - 2001
- V10 Centauro (992 cc) 1998 - 2001
- Sport 1100 (1064 cc) 1994 - 1997
- 1200 Sport 8V ABS (tillverkades 2007-2013, 1151 cc, då med 4 ventiler per cylinder)[15]

- Daytona 1000 IE (992 c) 1991 - 1999
- Nevada 350 (346,2 cc) 1991 - 2001
- 1000 S (948,8 cc) 1990 - 1993
- 1000 GT (948,8 cc) 1987 - 1993
- California III (948,8 cc) 1987 - 1993
- 1000 Le Mans V ((948,8 cc) 1988 - 1990
- 1000 Le Mans IV (948,8 cc) 1984 - 1987
- V75 (744 cc) 1986
- V65 Lario (643,4 cc) 1984 - 1989
- 850 T5 (844,05 cc) 1983 - 1987
- V65 (643,4 cc) 1982 - 1987
- V35 Custom (346,2 cc) 1982 - 1987
- California II (948,8 c) 1981 - 1987
- Le Mans III (844 cc) 1980 - 1985
- V50 Monza (490,29 cc) 1980 - 1985
- V1000 Idroconvert (948,8 cc) 1975 - 1980
- V35 (346,2 cc) 1977 - 1980
- V50 (490,29) 1977 - 1979
- 1000 SP (948,8 cc) 1977 - 1985
- V850 Le Mans II (844,05 cc) 1978 - 1981
- V850 Le Mans I (844,05 cc) 1975 - 1978
- 750 S3 (748cc) 1975- 1976
- 750 S (748cc) 1974
- V7 Sport (748,39 cc) 1971 - 1973
- V7 II Stornello 750 [16]
- Eldorado 850 (844,05 cc) 1972 - 1975
- Ambassador 750 (757,49 cc) 1969 - 1972
- V7 Special 750 (757,49 cc) 1968 - 1974
- V7 (703,72 cc) 1967 - 1977
- V7 Racer [17]

### Icke-V2-modeller
- Trotter Special M (48,89 cc) 1966 - 1973
- Dingo 3/4 marce (48,89 cc) 1963 - 1976
- Stornello 125 cc (123,1 cc) 1960 - 1975
- Lodola Sport (175 cc) 1956 - 1966
- Zigolo (98 cc) 1953 - 1966
- Cardellino 73 cc (73 cc) 1956 - 1965
- Nuovo Falcone (499 cc) 1972-1976
- Galletto 160 cc (159,5 cc) 1950 - 1966
- Falcone (498,4 cc) 1950 - 1967
- Astore (498,4 cc) 1949 - 1953
- Motoleggera 65 cc (64 cc) 1946 - 1954
- Dondolino 500 cc (499 cc) 1946 - 1951
- Airone (246 cc) 1939 - 1957
- Alce (498,4 cc) 1939 - 1945
- GTS (498,4 cc) 1934 - 1940
- GT 17 500 cc (499 cc) 1932 - 1939
- Sport 15 (498,4 cc) 1931 - 1939
- Sport 14 (498,4 cc) 1929 - 1930
- GT "Norge" (498,4 cc) 1928 - 1930
- Sport 15 (498,4 cc) 1923 - 1928
- Normale (498,4 cc) 1921 - 1924

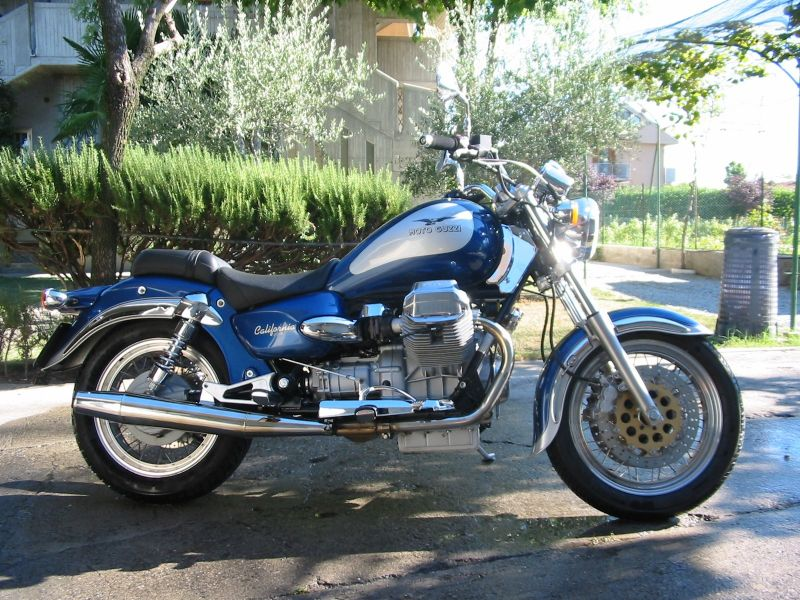
Moto Guzzi California Special (2001)
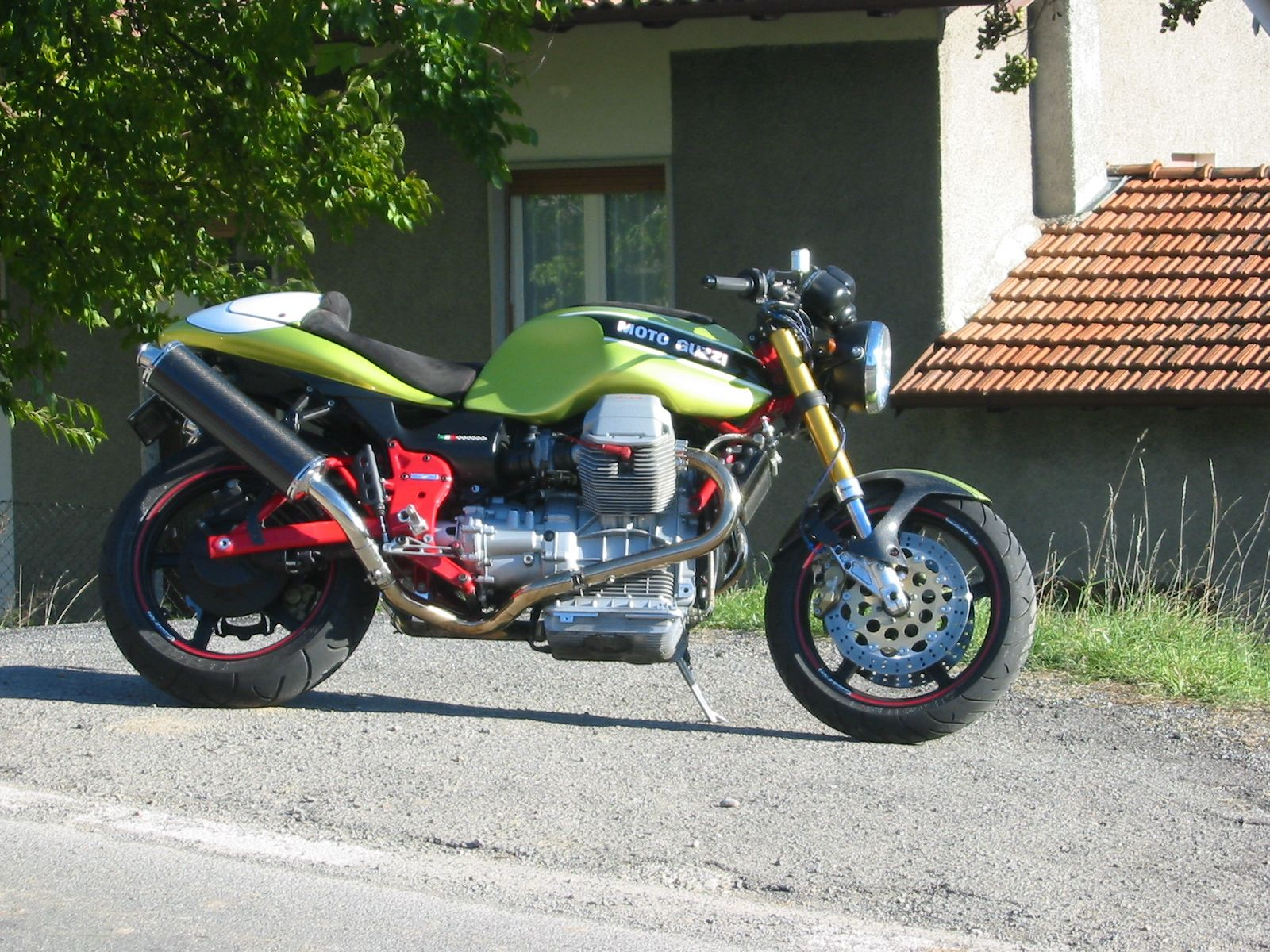
Moto Guzzi V11 Sport (något ombyggd)
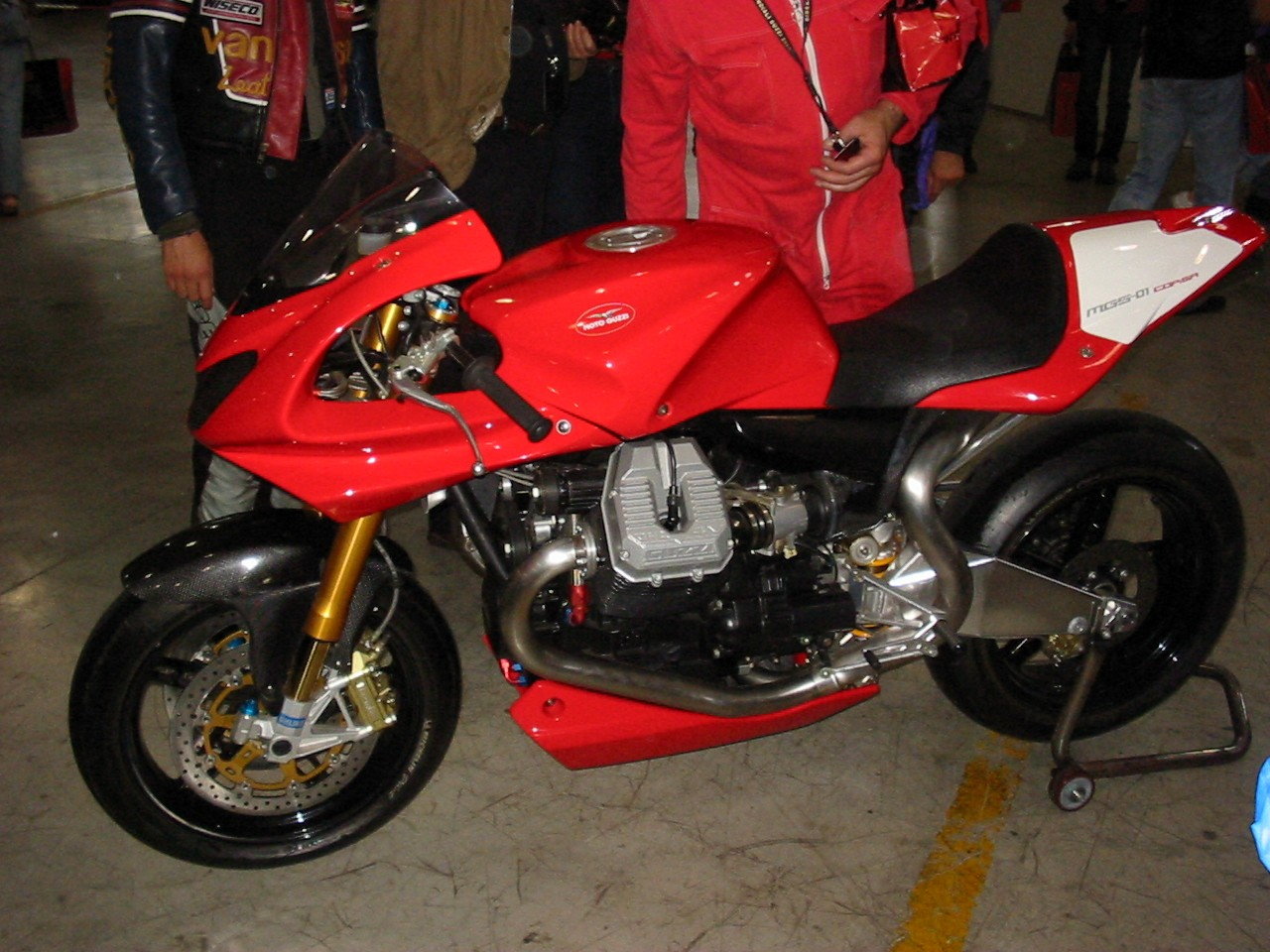
Moto Guzzi MGS-01 Corsa